# Giannis Ritsos

Giannis Ritsos (Büste vor dem Geburtshaus in Monemvasia)

Geburtshaus von Giannis Ritsos in Monemvasia mit Büste des Dichters

Giannis Ritsos oder Jannis Ritsos (griechisch Γιάννης Ρίτσος Yiannis Ritsos, ins Deutsche auch mit Jiannis und Yannis Ritsos transkribiert; * 1. Mai 1909 in Monemvasia; † 11. November 1990 in Athen) war ein griechischer Schriftsteller, vornehmlich Lyriker.

## Leben

### Frühe Jahre
Ritsos wurde 1909 als jüngster Sohn einer Landbesitzer-Familie auf der griechischen Halbinsel Peloponnes geboren. Erste Gedichte sind von dem achtjährigen Schüler bekannt. Die Familie verarmte während seiner Jugendzeit. Den Tod der Mutter und des ältesten Bruders erlebte er als Zwölfjähriger.
Jannis Ritsos verbrachte seine Kindheit in einem „ärmlichen Hause, wo alle gestorben sind“, wie er später in der „Frühlingssinfonie“ schrieb. Das war dem am 1. Mai 1909 geborenen Dichter nicht in die Wiege gelegt. Sein Geburtsort war Monemvasia im Südosten der Peloponnes. Seinem Vater, der einer reichen Adelsfamilie entstammte, gehörten viel Ackerland und zahlreiche Weingärten. Dennoch brachten die Auswirkungen der Agrarreform und des Ersten Weltkrieges sowie die Spielsucht des Vaters den finanziellen Ruin der Familie. Den Jungen, der schon mit acht Jahren, angeregt durch seine humanistisch gebildete Mutter, Gedichte schrieb, Klavier spielte und malte, berührte das damals kaum. Umso mehr musste ihn der Tod der Mutter 1921 treffen, nur drei Monate nach dem Tod des Bruders. Der Vater erkrankte zur selben Zeit und galt als geistesgestört. Im Sommer desselben Jahres wurden er und seine Schwester Lula in das Gymnasium von Gythion aufgenommen, das sie 1925 beendeten, um anschließend in Athen nach Arbeit zu suchen. Ritsos war in den nächsten Jahren als Sekretär, Kalligraph, Regisseur und Schauspieler in verschiedenen Büros und Theatern tätig. Ende der 1920er-Jahre erkrankte er an Tuberkulose, die ihn immer wieder zwang, bis 1939 insgesamt sieben Jahre in Sanatorien zu verbringen. 1933 trat er der linken Kulturvereinigung „Protopori“ (Avantgardisten) bei. Seit 1934 war Ritsos Mitglied der Kommunistischen Partei Griechenlands, der er zeitlebens angehörte. Seine soziale Zugehörigkeit und sein Streben nach Totalität, nach umfassender Weltsicht bekundete er bereits in den gereimten Gedichten der ersten beiden Bände „Traktoren“ (1934) und „Pyramiden“ (1935), z. B. den Gedichten „An Marx“ und „An Christus“ ebenso wie in der „Ode an die Freude“ oder in „Deutschland“, einem Poem, das bereits 1933 als Reaktion auf die Bücherverbrennung entstand. Das gleiche Schicksal erlitt auch Ritsos’ 3. Buch Epitaphios (Epitaph), das der am 4. August 1936 an die Macht gekommene General Metaxas zusammen mit vielen anderen Büchern öffentlich verbrennen ließ. Diese „Trauerklage einer Mutter über ihren ermordeten Sohn“ hatte Ritsos erst im Mai desselben Jahres, inspiriert durch ein Foto von den Ereignissen des Tabakarbeiterstreiks in der Egnatia-Straße in Thessaloniki, geschrieben und Bezüge von der Beweinung Christi bis hin zum revolutionären Protest von Gorkis „Mutter“ hergestellt. Im Dezember 1936 erlitt seine Schwester Lula eine psychische Krise und musste in die Nervenheilanstalt von Daphni eingewiesen werden (wo schon der Vater lag, der dort 1938 starb). Ritsos’ tiefe seelische Zerrüttung fand ihren Ausdruck im „Lied meiner Schwester“ (1937). Ebenso wie in der „Frühlingssinfonie“ (1938) und im „Marsch des Ozeans“ (1940) löste er sich darin vom traditionellen Versmaß und Reim, um allein der inneren Musikalität und Rhythmik der Sprache zu folgen.

### Okkupation und Bürgerkrieg
Während der deutschen Okkupation wohnte Ritsos bei Freunden in Athen und wurde zum Chronisten des Widerstandswillens des griechischen Volkes. Diesen, gepaart mit einer substantiellen Verbundenheit zur Heimat, verarbeitete er in „Romiosini“ (Griechentum) und „Herrin der Weingärten“ (beide 1945-1947). Die auf Churchills persönlichen Befehl exportierte Konterrevolution, die 1947 durch Trumans „vitales Interesse an Griechenland“ Unterstützung bekam, brachte das griechische Volk um die Früchte seines Sieges über die faschistische Okkupation.
Ritsos wurde 1948 mit Tausenden anderen festgenommen und auf die Verbannungsinseln Limnos, Makronisos und Agios Efstratios deportiert.

### 1950er- und 1960er-Jahre
Nach seiner Freilassung, die erst 1952 – nach anhaltenden internationalen Protesten, unter anderem von Aragon, Picasso und Neruda – erfolgte, wurde Ritsos sofort Mitglied der neu gegründeten linken Einheitsfrontbewegung EDA (für die er bei den Parlamentswahlen 1964 kandidierte). 1956 veröffentlichte er das Monologgedicht „Die Mondscheinsonate“, das ihm die erste öffentliche Anerkennung, den Staatspreis für Lyrik, einbrachte. Im gleichen Jahr erlebte das Poem „Epitafios“ – nach 20 Jahren – seine zweite Auflage. Ritsos besorgte zwei Jahre später eine Auswahl und schickte sie nach Paris an Mikis Theodorakis, der um neugriechische Lyrik aus seiner Heimat gebeten hatte und sie innerhalb weniger Stunden vertonte. Er sandte die Lieder seinem Komponistenfreund Manos Chatzidakis nach Athen. Dieser wählte Nana Mouskouri als Interpretin und stellte eigene Arrangements her. 1960 wurde die Schallplatte produziert, aber Theodorakis war unzufrieden mit dem Resultat, nahm sich den Volkssänger Grigoris Bithikotsis und den Buzukispieler Manolis Chiotis und stellte eine eigene Version der Epitafios-Lieder vor. An diesen zwei Schallplatten-Veröffentlichungen desselben Werks entzündete sich ein „kleiner Bürgerkrieg“ (Ritsos) in Griechenland, der unterschiedliche ästhetische Haltungen, aber in gewisser Weise auch soziale Gegensätze widerspiegelte. Die Lieder in der „plebejischen“ Variante von Theodorakis wurden zu einem Riesenerfolg, gelangten in die Tavernen, die „hohe Dichtung“ von Ritsos wurde von den einfachen Menschen gesungen, ja „gefressen“, wie der Dichter später bemerkte ... Die Theodorakis-Version setzte sich durch und begründete das sogenannte „zeitgenössische Volkslied“ (Endechno Laiko Tragoudi), das bis heute eine wichtige Rolle in der griechischen Musikpraxis spielt.

### Militärdiktatur und späte Jahre
Die Junta-Zeit (1967–1974) begräbt den in den sechziger Jahren geborenen Traum von einem demokratischen Griechenland. Ritsos gehört zu den ersten, die im April 1967 verhaftet werden, wenige Tage vor seinem achtundfünfzigsten Geburtstag. Viele Gedichte aus der Sammlung 'Die Wand im Spiegel' entstehen auf den Verbannungsinseln Gyaros und Leros, der Zyklus 'Pförtnerloge' während seines Hausarrests auf Samos 1970. Die zwei kurzen Essays 'Beim Wiederlesen der Gedichtbände...' sowie 'Steine Knochen Wurzeln' aus diesen Jahren dokumentieren auch verbal den apokalyptischen Widerstand gegen jeden 'Alptraum der Nacht und des Tags', ein ästhetischer Ansatz, der sich auch in den Gedichten der 1970er und 1980er Jahre manifestiert, ja, der es Ritsos offenbar zugleich ermöglicht, alle neuen Strömungen und poetischen Tendenzen der Moderne (vom Theater des Absurden zum nouveau roman und zur Postmoderne) aufzunehmen, zu verarbeiten und für den eigenen Ausdruck nutzbar zu machen. 1973, im sechsten Jahr der Junta, verfasst Ritsos sein szenisches Gedicht "Der Sondeur". Der vierundsechzigjährige Dichter setzt darin gegen die ihn umgebende, vom Irrationalismus der Obristen deformierte Wirklichkeit, in der er sich nicht frei bewegen konnte, seine phantastische, irrationale Welt der Poesie, als wollte er mit diesem Widerspruch auf die Unzulänglichkeit der rationalen Methode hinweisen, jenes Gefühl, das zwischen Verzweiflung, Resignation und Hoffnung schwingt, in Worte zu fassen. Dieses Werk, das ganz in der Tradition der europäischen Moderne steht, ist ein wichtiges Beispiel für den antidogmatischen Avantgardismus seines Schöpfers. Ritsos, das zeigt sich hier besonders deutlich, nimmt nicht nur Überliefertes auf, sondern schafft selbst Neues. Die meisten seiner über 100 Bücher, sieht man von der politischen Lyrik ab, die Ritsos in einem Band (Kameradschaftliche Dichtung) zusammenfasste und selbst nicht als Dichtung akzeptierte, hat er unabhängig von Publikumserwartungen geschrieben – und darin, wie kaum ein anderer griechischer Dichter des 20. Jahrhunderts, geforscht und experimentiert. Aber die tendenziöse Vereinnahmung seines Schaffens durch die "offizielle" kommunistische Ästhetik einerseits und vor allem die Auswirkungen der Nachkriegsgeschichte Griechenlands (Bürgerkrieg, rechtsradikale Regierungen, Junta) auf das kulturelle und geistige Leben andererseits haben die Sicht auf den großartigen Dichter und den Neurer Ritsos verbaut.
Seit 1974 lebte Ritsos in Athen und im Sommer auf Samos. Er starb 81-jährig im November 1990.
1984 verlieh ihm die Karl-Marx-Universität Leipzig die Ehrendoktorwürde.

## Werke
Das veröffentlichte literarische Werk besteht überwiegend aus Gedichten, lyrischen Dramen, Monologen und Prosastücken, insgesamt sind es über 100 Veröffentlichungen in Buchform. Seit 1957 entwickelte er die Ästhetik der „Maskierung“ in seinen antiken Monologen (Die Rückkehr der Iphigenie, Agamemnon, Chrysothemis, vorweggenommen schon in seiner Mondscheinsonate), einer dramatisch-lyrischen Mischform von besonderer Originalität. In deutscher Übersetzung liegen mehr als 20 Publikationen vor. Giannis Ritsos hat seit seiner Jugend gezeichnet und sich auch als bildender Künstler betätigt. Einige seiner Werke, die in bibliophilen Ausgaben erschienen sind, enthalten Illustrationen, zum Teil auch Originalgrafik des Dichters.
Seine ersten Werke Traktoren (1934), Pyramiden (1935) und Epitaphios (1936) wurden während des Metaxa-Regimes in den 1930er-Jahren symbolisch verbrannt. Weitere bekannte Werke sind (in Auswahl):
- Lied meiner Schwester (1937)
- Frühlingssymphonie (1938), 1982 von Mikis Theodorakis im 1. Satz seiner 7. Sinfonie (Frühlingssinfonie) vertont
- Marsch des Ozeans (1940), 1982 von Mikis Theodorakis im 2. Satz seiner 7. Sinfonie (Frühlingssinfonie) vertont
- Alte Mazurka im Rhythmus des Regens (1942)
- Die Herrin der Weinberge (1945-1947)
- Schlaflosigkeit (1941-1953)
- Die Nachbarschaften der Welt (1949-1951)
- Romiossini (1945–47), erstmals 1954 veröffentlicht und 1966 von Mikis Theodorakis vertont
- Mondscheinsonate (1956) – hierfür erhielt Ritsos den Ersten Staatspreis für Dichtung Griechenlands 1956
- Wenn der Fremde kommt (1958)
- Die Greisinnen und das Meer (1958)
- Das tote Haus (1959-1962)
- Die Wand im Spiegel (1967-71)
- Steine Wiederholungen Gitter (1968-1969)
- Papiernes (1970-1974)
- Korridor und Treppe (1970)
- Achtzehn kleine Lieder der bitteren Heimat (1968-1970), für Mikis Theodorakis geschrieben und 1972 von diesem vertont
- Der Sondeur (1973) (lyrisches Drama)
- Das Werden (1970-1977) (Werksammlung diverser Gedicht-Zyklen)
- Türklopfer (1976)
- Siegeslieder (1977-1983) (Werksammlung diverser Gedicht-Zyklen)
- Erotika (1980-1981)
- Monochorde (1980)
- Spät, sehr spät in der Nacht (1987-1989)

## Ausgaben auf Deutsch (Auswahl)
- Gedichte Aus dem Neugriechischen von Vagelis Tsakiridis Quarthefte Verlag Klaus Wagenbach, Berlin 1968
- Milos geschleift. Poeme und Gedichte. Verlag Philipp Reclam jun. Leipzig 1979; mit Federzeichnungen von Giacomo Manzu (auch als Vorzugsausgabe mit 120 Exemplaren)

- Kleine Suite in rotem Dur. Liebesgedichte aus dem Zyklus "Erotika". Übersetzt von Thomas Nicolaou, mit Steinzeichnungen des Autors. Volk und Welt, Berlin 1982, 2. Auflage 1984, ISBN 3-353-00437-8.

- Poesiealbum. Auswahl von Asteris Kutulas, Übertragen von Hans Brinkmann, Asteris Kutulas, Dirk Mandel, Steffen Mensching, Thomas Nicolaou, Klaus-Peter Schwarz und Klaus-Dieter Sommer; Verlag Neues Leben, Berlin 1983.
- Was für seltsame Dinge. Aus dem Neugriechischen von Thomas Nicolaou, Verlag Volk und Welt, Berlin 1985

- Die Rückkehr der Iphigenie. Übertragen von Asteris Kutulas; Romiosini Verlag, Köln 1986.

- Delfi. Mit Siebdrucken des Autors, Herausgegeben und übertragen von Asteris Kutulas, editions phi, Echternach 1987.

- Chrysothemis. Übertragen von Asteris und Ina Kutulas, Romiosini Verlag, Köln 1988.

- Das ungeheure Meisterwerk. Erinnerungen eines ruhigen Menschen der nichts wusste. Mit einer Radierung und sieben Reproduktionen von Zeichnungen des Dichters, Herausgegeben von Hans Marquardt, Übertragen und mit Anmerkungen und Annotationen von Asteris Kutulas. Reclam-Verlag, Leipzig 1988, ISBN 3-379-00212-7.

- Steine, Knochen, Wurzeln. Essays und Interviews. Herausgegeben und übersetzt von Asteris Kutulas. Kiepenheuer, Leipzig und Weimar 1989, ISBN 3-378-00321-9.

- Monochorde. Übertragen von Asteris Kutulas. Mit Zeichnungen von Gottfried Bräunling. Romiosini Verlag, Köln 1989, ISBN 3-923728-40-9.

- Der Sondeur. Übertragen von Ina & Asteris Kutulas. Mit Zeichnungen von Trak Wendisch. konkursbuchVerlag Claudia Gehrke, Tübingen 1989, ISBN 3-88769-311-6.

- Halbkreis. Erotika. Herausgegeben und übertragen von Asteris Kutulas. Mit Zeichnungen von Gottfried Bräunling. konkursbuchVerlag Cladia Gehrke, Tübingen 1989, ISBN 3-88769-312-4.

- Agamemnon. Mit Original-Illustrationen des Autors, Herausgegeben und übertragen von Asteris Kutulas; editions phi, Echternach 1990.

- Gedichte. Ausgewählt, aus dem Griechischen übersetzt und mit einem Nachwort versehen von Klaus-Peter Wedekind. Suhrkamp Verlag, Frankfurt am Main 1991, ISBN 3-518-22077-2.

- Deformationen. Eine innere Biographie. Gedichte Texte Begegnungen 1930-1990. Ausgewählt und herausgegeben von Asteris Kutulas. Romiosini Verlag, Köln 1996, ISBN 3-923728-68-9.

- Die Rückkehr der Iphigenie. Monologe. Mit Steinzeichnungen des Autors. Übersetzung und mit einem Nachwort von Asteris und Ina Kutulas. Insel Verlag, Frankfurt und Leipzig 2001, ISBN 3-458-1218-2

- Die Mondscheinsonate. Übertragen von Asteris Kutulas und Steffen Mensching. axel dielmann verlag, Frankfurt am Main 2001, ISBN 3-933974-21-6.

- Die Umkehrbilder des Schweigens. Gedichte. Griechisch und deutsch. Aus dem Griechischen übertragen und mit einem Nachwort versehen von Klaus-Peter Wedekind. Suhrkamp Verlag, Frankfurt am Main 2001, ISBN 3-518-41295-7.

- Monovassia. Gedichte. Griechisch und deutsch. Aus dem Griechischen übertragen und mit einem Nachwort versehen von Klaus-Peter Wedekind. Suhrkamp Verlag, Frankfurt am Main 2009, ISBN 3-518-41295-7.

- Martyríes – Zeugenaussagen. Drei Gedichtreihen. Griechisch – Deutsch. Übersetzt von Günter Dietz und Andrea Schellinger. Anmerkungen und Nachwort von Günter Dietz. Berlin: Elfenbein Verlag, 2009, ISBN 978-3-932245-96-1.

- Helena. Aus dem Griechischen von der Gruppe LEXIS (Andreas Gamst, Anne Gaseling, Rainer Maria Gassen, Milena Hienz de Albentiis, Christiane Horstkotter-Brussow, Klaus Kramp, Alkinoi Obernesser) unter der Leitung von Elena Pallantza. Leipzig: Reinecke & Voß, 2017, ISBN 978 -3-942901-23-9

## Zitate
- Dem Leser fällt auf, dass, im Gegensatz zu anderen bekannten zeitgenössischen Dichtern, in deren Arbeiten persönliche Erfahrungen mit der Welt, mit den Welten thematisiert sind, bei Ritsos kaum auftaucht, womit er außerhalb seiner Nation und deren Geschichte bzw. Kulturgeschichte konkret in Berührung kam. Als gäbe es nur Griechenland und draußen nichts, was der Aufnahme in den Vers wert wäre. Und auch dieses Moment, man nenne es Introversion, man nenne es Narzissmus, mit welchen psychologischen Begriffen immer, es verleiht doch diesem Manne etwas Eigenartiges, Fremdartiges, eben Archaisches, das, um ein Bild sprechen zu lassen, ihn zum letzten Exemplar einer aussterbenden Rasse von Giganten macht, das in einem Reservat lebt und nur dort lebensfähig ist. (Günter Kunert, aus dem Nachwort zu: Jannis Ritsos, Milos geschleift, Reclam-Verlag. Leipzig 1979)

- Es ist so, als hätte Jannis Ritsos das Geheimnis meiner Seele gekannt, als wäre er der Einzige gewesen, ja, tatsächlich der Einzige, der mich innerlich so sehr bewegen konnte. Als ich erst einige wenige seiner Texte gelesen hatte, wusste ich noch nicht, dass er der größte unter den lebenden Dichtern dieser Epoche war, der wir angehören – ich schwöre, dass ich es nicht wusste. Ich habe es erst nach und nach erfahren, mit jedem weiteren Gedicht, fast hätte ich gesagt: mit jedem weiteren Geheimnis; denn jedes Mal war ich erschüttert wie bei einer Offenbarung, einer Apokalypse. Apokalypse eines Menschen und eines Landes – tiefe Einsicht eines Menschen und abgrundtiefes Bewusstsein, verankert in der Kultur eines Landes. (Louis Aragon, Aus einem Vorwort zur Gallimard-Ausgabe von Jannis Ritsos' "Mondscheinsonate", Paris 1971)

- Ich entdeckte Ritsos’ Poesie in meiner Jugend, Ende der dreißiger Jahre. Er gehörte mit seinen Werken zu meinen Lehrern, zu meinen wenigen Vorbildern. Ich habe viele Jahre später, in meiner 7. Sinfonie, Ritsos’ Texte aus jener Zeit verwendet, die meine Jugend prägten. Die Entfernungen zwischen uns und die parallel verlaufende Entwicklung waren für uns kein Hindernis, um nicht trotzdem aufgrund einer gemeinsamen Sensibilität verbunden sein zu können, und immer, wenn wir einander begegneten, hatte ich den Eindruck, dass unsere übereinstimmenden Gedanken, die sich im "Epitaph", in "Griechentum", den "18 kleinen Liedern", den "Vierteln der Welt" und schließlich in der 7. Sinfonie finden, letztendlich einem einzigen Menschen gehören, der sich mit zwei Köpfen ausspricht. Der zweihäuptige Adler! So sehe ich die Verbindung zwischen Ritsos und mir. (Mikis Theodorakis in einem Interview mit Asteris Kutulas, 1984)